# Леветцов, Ульрика фон
Теодора Ульрика София фон Леветцов (нем. Theodore Ulrike Sophie von Levetzow; 4 февраля 1804[…], Лёбниц, Северная Саксония или Лейпциг, курфюршество Саксония — 13 ноября 1899, Тршебивлице) — последняя любовь немецкого поэта Иоганна Вольфганга Гёте.

## Биография
Ульрика была старшей дочерью камергера и гофмаршала Мекленбург-Шверина Иоахима Отто Ульриха фон Леветцова. После развода родителей и нового брака матери Ульрика воспитывалась во французском пансионе. У неё было две сестры — Амелия и Берта.
72-летний Иоганн Вольфганг Гёте влюбился в 17-летнюю Ульрику в 1821 году во время своего длительного пребывания на отдыхе в Мариенбаде. В последний раз в его жизни он испытал «большую страсть». Спустя два года, в 1823 году Гёте попросил великого герцога Карла Августа Саксен-Веймар-Эйзенахского выступить сватом и попросить руки Ульрики. Свою боль от полученного отказа Гёте выразил в «Мариенбадской элегии», о существовании которой Ульрика узнала только после смерти поэта. Элегию предварял эпиграф из «Торквато Тассо»: «Там, где немеет в муках человек, Мне дал Господь поведать, как я стражду».
С 1835 года Ульрика фон Левецов была почётной канонисой евангелического монастыря Хайлигенграбе в Бранденбурге, при этом сам монастырь никогда не посещала. Ульрика всю свою жизнь опровергала слухи о романе с Гёте, а свой отказ от брака с ним объясняла отсутствием желания выходить замуж.
Она так и не вышла никогда замуж, дожив до 95 лет и скончавшись в замке Тршебивлице 13 ноября 1899 года. Свой замок и поместье она завещала своему племяннику, австро-венгерскому полковнику Адальберту фон Рауху (сыну Леопольда), а тот, в свою очередь — городу Мост.
История Гёте и Ульрики фон Леветцов была положена Мартином Вальзером в основу его романа «Любящий мужчина». В честь Ульрики фон Леветцов назван астероид (885) Ульрика, открытый в 1917 году российским астрономом Сергеем Ивановичем Белявским.